# Preosteoblast
Preosteoblast či osteoprogenitorová buňka je buněčný typ nediferencované eukaryotické buňky schopné se dělit, která je přímým prekurzorem více specializovaných osteoblastů, ze kterých vznikají osteocyty. Preosteoblasty vznikají z mezenchymálních kmenových buněk v kostní dřeni. Mají klíčový význam při opravách a růstu kostí.

## Objev
Mezenchymálními kmenovými buňkami a jejich deriváty se zabýval v 60. a 70. letech 20. století ruský histolog Alexandr Friedenstein. Postup pro izolaci osteoprogenitorních buněk poprvé popsal C. Maniatopoulos a kolegové v článku Bone formation in vitro by stromal cells obtained from bone marrow of young adult rats v časopise Cell and Tissue Research, publikovaném v roce 1988.  
C. Maniatopoulos a jeho tým byli také první, kteří experimentálně tyto buňky izolovali.
C. Maniatopoulos a jeho tým provedli experiment, kdy vyňali celé stehenní kosti z myší a propláchli kostní dřeň v osteogenním buněčném médiu. Za 7–14 dní se objevily kolonie buněk pozitivní na alkalickou fosfatázu, což naznačovalo možnou diferenciaci osteoprogenitorních buněk v osteoblasty. Postup extrakce z kostní dřeně se používá v mnoha laboratořích dodnes.

## Vznik

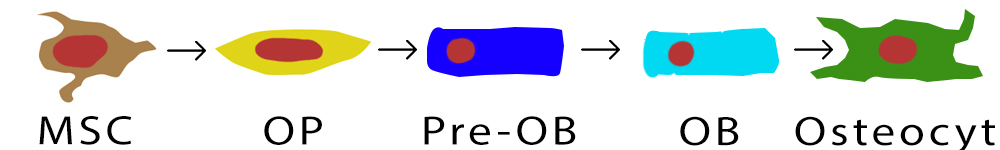
Zjednodušená vizualizace cesty od Mezenchymální kmenové buňky k Osteocytu.

Osteoprogenitorové buňky vznikají z mezenchymálních kmenových buněk v kostní dřeni během dětského věku. Na povrchu dospělých kostí, které již aktivně nerostou a ani se neremodelují, se mění na zploštělé vřetenovité buňky. Takto přichyceným buňkám se také někdy říká „neaktivní osteoblasty“. Během vývoje plodu nebo v obdobích vysokého buněčného obratu při osteogenezi dospělých dávají vznik osteoblastům.

## Výskyt
Většinou zůstávají po vzniku i nadále majoritně v kostní dřeni, ale mohou být přítomny i v endosteu, buněčné vrstvě periostu nebo ve vystýlce osteogeogenních buněk, byly nalezeny také na vnitřní straně Harvesových kanálků. V rostoucích nebo remodelujících se kostech je najdeme ve větší frekvenci.

## Struktura
V dozrávajících kostech nebo během embryogeneze, kdy jsou aktivní mají svojí největší formu. V této době vykazují poměrně velké, oválné jádro. Samotná buňka má v době aktivity velký objem cytoplazmy a vřetenovitý tvar. Jako inaktivní mají podobu zploštělé vřetenovité buňky. Během diferenciace na osteoblast získává, pro osteoblast charakteristický, kubický tvar.

## Funkce
Jejich hlavní funkcí je při jejich aktivaci dávat vznik osteoblastům, a tím pomáhat v růstu kosti nebo v její opravě. Aktivace proliferace vedoucí ke vzniku osteoblastů je dána přítomností transkripčních faktorů, například faktorem vázajícím se na jádro alpha-1 nebo faktory vázajícími se na geny typické pro osteoblasty, například kostní morfogenetický faktor (BMP), či transformující růstový faktor β (TGF-β).
Za určitých podmínek mají potenciál diferencovat do fibroblastů, adipocytů, chondrocytů nebo svalových buněk.

## Patologie
Změny v genomu osteoprogenitorových buněk spojené s familiární Pagetovou chorobou, která způsobuje remodelaci kosti, často vedou k nádorovým onemocněním kostí. Je to jeden z podceňovaných a opomíjených faktorů, při zjišťování vzniku kostního nádoru.
Dysfunkce osteoprogenitorových buněk může oddálit osifikaci kostí, což vede ke spektru různých onemocnění, například k dwarfismu nebo k Kashin-Beckovo chorobě.